# Micropterna lateralis
Micropterna lateralis – gatunek chruścika z rodziny bagiennikowatych (Limnephilidae).
Gatunek borealno-górski, larwy spotykane w strumieniach, źródłach, jeziorach i estuariach (Botosaneanu i Malicky 1978). Limneksen.
W Finlandii stosunkowo pospolicie w zbiornikach okresowych i kanałach, czasami jeziorach. Imagines spotykane nad górskimi jeziorami Bałkanów.